# Беливцы (Гагаринский район)
Беливцы — деревня в Гагаринском районе Смоленской области России. Входит в состав Серго-Ивановского сельского поселения. Население — 7 жителей (2007). 
Расположена в северо-восточной части области в 17 км к юго-западу от Гагарина, в 10 км севернее автодороги М1 «Беларусь». В 2 км восточнее деревни расположена железнодорожная станция Серго-Ивановская на линии Москва — Минск. 

## История
В годы Великой Отечественной войны деревня была оккупирована гитлеровскими войсками в октябре 1941 года, освобождена в марте 1943 года. 